# 絕對星等
在天文學上，絕對星等（Absolute magnitude, M）是指把天體放在指定的距離时（10秒差距）天体所呈现出的视星等（Apparent magnitude, m）。此方法可把天體的光度在不受距離的影響下，作出客觀的比較。

## 恆星與星系的絕對星等M
在测量恆星與星系的絕對星等，標準距離設為10秒差距，约32.6164光年或300兆公里，此时该天體的視差值為0.1"。
在定義其絕對星等時，必須指定要测量哪一類型的電磁輻射。如果按其釋出的能量計算，其結果會稱為輻射熱強度。星等值越低，代表天體越亮。绝对星等和视星等，可以通过视差（距離）换算。
由于距离较远的原因，许多恒星的绝对星等要比其视星等低（亮）很多；而有些恒星由于距离我们较近的原因，其绝对星等会变大（暗）很多。以下是一些恒星绝对星等与视星等的参照表：
| 星名     | 参宿四 | 参宿七 | 天津四 | 天狼星 | 太阳  |
| 绝对星等 | -5.3   | -6.7   | -7.2   | 1.4    | 4.83  |
| 视星等   | 0.45   | 0.18   | 1.25   | -1.46  | −26.8 |

恒星的绝对星等的范围通常在-10到+17之间。星系的绝对星等通常更低（亮），如椭圆星系M87的绝对星等为-22。

### 换算
如果已知天体的视星等m和距离d，那么可以根据下式得出天体的绝对星等M：
{\displaystyle M=m+5\log _{10}{\frac {d_{0}}{d}}\!\,}
或
{\displaystyle M=m+5(1+\log _{10}{\pi })\!\,}
其中，{\displaystyle d_{0}\!\,}为10秒差，即32.616光年，{\displaystyle \pi \!\,}是天体的视差，单位是弧秒。
如果已知天体的绝对星等M，和距离d，那么可以根据下式得出天体的视星等m：
{\displaystyle m=M-5\log _{10}{\frac {d_{0}}{d}}\!\,}
或
{\displaystyle m=M-5(1+\log _{10}{\pi })\!\,}

#### 例子
参宿七的视星等+0.18，距离773光年，则其绝对星等为：
M参宿七 = 0.18 + 5*log10(32.616/773) = -6.7
织女星的视差为0.133"，视星等+0.03，则其绝对星等为：
M织女星 = 0.03 + 5*(1 + log10(0.133)) = +0.65
南门二的视差0.750"，绝对星等+4.37，则其视星等为：
m南门二 = 4.37 - 5*(1 + log10(0.750)) = -0.01

### 全波段星等
全波段星等Mbol考慮到了所有波長的電磁輻射，包括那些因為儀器的通帶、地球的大氣吸收和星際塵埃消光而未被观测的波段。它是根據恆星的光度來定義的，在恆星观测数据不足的情况下，它必須以假設的有效溫度來計算。
很傳統的說，全波段星等與光度的差異由下式决定： 
{\displaystyle M_{\mathrm {bol,\star } }-M_{\mathrm {bol,\odot } }=-2.5\log _{10}\left({\frac {L_{\star }}{L_{\odot }}}\right)}
该式逆变换得到：
{\displaystyle {\frac {L_{\star }}{L_{\odot }}}=10^{0.4\left(M_{\mathrm {bol,\odot } }-M_{\mathrm {bol,\star } }\right)}}
此處
L⊙是太陽的光度（全波段光度）
L★是恆星的光度（全波段光度）
Mbol,⊙是太陽的全波段星等
Mbol,★是恆星的全波段星等。
在2015年8月，國際天文學聯合會通過決議案B2，定義絕對和視全波段星等的零點，分別以SI單位制的能量（瓦特）和輻照度（W/m2）相對應。雖然天文學家使用全波段星等已經數十年，但在各種天文關係中的絕對星等-光度标定上存在着系統差異，而且沒有國際化的標準；這造成了在热改正的标定上存在的系統性差異。結合來自太陽不正確假設的絕對全波段星等，可能導致在估計恆星光度（以及其他依靠恆星光度计算的恒星性质，如半徑、年齡等等）時的系統誤差。
決議案B2定義絕對全波段星等的标定，此處Mbol = 0 相當於光度L0 = 3.0128×1028 W，以零點光度L0設定太陽（與名義上的光度 3.828×1026 W）相當於絕對全波段星等Mbol,⊙ = 4.74。一個輻射源（例如恆星）位在標準距離10秒差距處，依據明確的視全波段星等尺度零點，mbol = 0對應於輻照度 f0 = 2.518021002×10−8 W/m2。使用國際天文學聯合會2015年的标定，在1天文單位距離測量，名義上的總太陽輻照度（太陽常數，1361 W/m2）相當於太陽的視全波段星等mbol,⊙ = −26.832。

## 太陽系天體的绝对星等H
对于行星、彗星、小行星等非恒星天体来说，它们的绝对星等定义是完全不同的。恒星的绝对星等定义对其不适用。此时，绝对星等被定义成天体在距离太阳和地球的距离都为一个天文单位（au），且相位角为0°时，呈现的视星等。这实际上是不可能的，只是为了计算方便。

### 计算
绝对星等H:
{\displaystyle H=m_{Sun}-5\log _{10}{\frac {{\sqrt {a}}r}{d_{0}}}\!\,}
其中{\displaystyle m_{Sun}\!\,}是太阳的视星等（-26.73），{\displaystyle a\!\,}是天体表面的几何反照率（0和1之间），{\displaystyle r\!\,}是天体半径，{\displaystyle d_{0}\!\,}是一个天文单位。

### 例子
月亮：
{\displaystyle a_{Moon}\!\,} = 0.12, {\displaystyle r_{Moon}\!\,} = 3476/2 km = 1738 km
{\displaystyle H_{Moon}=m_{Sun}-5\log _{10}{\frac {{\sqrt {a_{Moon}}}r_{Moon}}{d_{0}}}=+0.25\!\,}

## 外部連結
- Reference zero-magnitude fluxes （页面存档备份，存于）
- International Astronomical Union （页面存档备份，存于）
- The Magnitude system （页面存档备份，存于）
- About stellar magnitudes （页面存档备份，存于）
- Obtain the magnitude of any star （页面存档备份，存于） - SIMBAD
- Converting magnitude of minor planets to diameter Archive.today的存檔，存档日期2010-10-27
- Another table for converting asteroid magnitude to estimated diameter （页面存档备份，存于）